# مجتمع مشاعهای دشت لوئین
مجتمع مشاعهای دشت لوئین یک منطقهٔ مسکونی در ایران است که در دهستان شاهسون‌کندی واقع شده‌است. مجتمع مشاعهای دشت لوئین ۶۶ نفر جمعیت دارد.